# Clásica de Alcobendas
La Clásica Internacional de Alcobendas era una carrera ciclista por etapas que se disputaba en Alcobendas (Comunidad de Madrid) y sus alrededores. 
Fue creada en 1984 y se ha disputado hasta el 2008, excepto en 1988 y en 1990. Desde la creación de los Circuitos Continentales UCI en 2005 forma parte del UCI Europe Tour, dentro de la categoría 2.1.
Hasta el año 2000 era una carrera de un solo día. A partir de entonces pasó a ser una prueba de tres etapas. Fue la única carrera de ciclismo, junto a la Vuelta a España, organizada por Unipublic.

## Palmarés
| Año  | Ganador               | Segundo                        | Tercero                        |
| ---- | --------------------- | ------------------------------ | ------------------------------ |
| 1984 | Alain de Vuyst        | José Albisu                    | Javier Murguialday             |
| 1985 | José Enrique Carrera  | Isaac Lisaso                   | Juan Carlos González Salvador  |
| 1986 | Roberto Rodríguez     | Melchor Mauri                  | Víctor Gonzalo                 |
| 1987 | Jesús Núñez Lazo      | Antonio Espinel                | Flavio Vanzella                |
| 1988 | No se disputó         | No se disputó                  | No se disputó                  |
| 1989 | Kiko García           | Antonio Salvador               | Ramon Ros                      |
| 1990 | No se disputó         | No se disputó                  | No se disputó                  |
| 1991 | Ángel Edo             | José Luis Rodríguez García     | Vicente Prado                  |
| 1992 | Kiko García           | Juan Carlos González           | Alfonso Gutiérrez              |
| 1993 | Laurent Jalabert      | Ángel Edo                      | Alberto Leanizbarrutia         |
| 1994 | Abraham Olano         | Alberto Leanizbarrutia         | Paolo Lanfranchi               |
| 1995 | Federico Colonna      | Gian Matteo Fagnini            | David Etxebarria               |
| 1996 | Stefano Celambi       | Simone Biasci                  | Stefano Dante                  |
| 1997 | Sergei Smetanine      | Ángel Edo                      | Alexandre Gontchenkov          |
| 1998 | Juan Carlos Domínguez | Unai Etxebarria                | David Etxebarria               |
| 1999 | Juan Carlos Domínguez | Miguel Ángel Martín Perdiguero | Cândido Barbosa                |
| 2000 | Henk Vogels           | Juan Carlos Vicario            | Ángel Vicioso                  |
| 2001 | Abraham Olano         | Juan Carlos Domínguez          | Jan Hruška                     |
| 2002 | David Moncoutié       | David Millar                   | Andrei Teteriouk               |
| 2003 | Joseba Beloki         | Juan Carlos Domínguez          | Santiago Botero                |
| 2004 | Iban Mayo             | Eladio Jiménez                 | David Moncoutié                |
| 2005 | Pavel Tonkov          | José Ángel Gómez Marchante     | Miguel Ángel Martín Perdiguero |
| 2006 | Jan Hruška            | Vladímir Karpets               | Daniel Moreno                  |
| 2007 | Luis Pérez            | Daniel Moreno                  | Alberto Fernández de la Puebla |
| 2008 | Ezequiel Mosquera     | Tomasz Marczynski              | Massimo Codol                  |

## Palmarés por países
| País            | Victorias |
| --------------- | --------- |
| España          | 14        |
| Francia         | 2         |
| Italia          | 2         |
| Rusia           | 2         |
| Países Bajos    | 1         |
| Australia       | 1         |
| República Checa | 1         |